# Marie-Louise d'Apremont
Née en 1651 ou 1652, et morte le 23 octobre 1693 à Madrid, Marie Louise d'Apremont, fille du comte Charles II d'Apremont et de Louise de Mailly, est l'épouse du Charles IV de Lorraine puis du. prince de Fondi, ambassadeur de l'empereur à Madrid.

## Biographie
Elle est mariée en 1665 au vieux duc Charles IV de Lorraine qui s'est ému de sa jeune beauté; Elle a 14 ans, il en a 61. 
Veuve et sans enfant en 1675, elle se remarie en 1679 à Heinrich-Franz von Mansfeld, prince de Fondi (1640-1715), ambassadeur de l'empereur à Madrid.
Ils ont deux filles:
- Marie-Anne (1680-)

- Marie-Eléonore (1682-1724) qui épouse Guillaume-Florent, comte de Dhaun-Neuviller (1670-1707) de qui descendent les princes de Salm-Salm.

Marie-Louise d'Apremont s'éteint à Madrid en 1693 à l'âge de 41 ans.